# Verrucastygnus caliginosus
Verrucastygnus caliginosus is een hooiwagen uit de familie Stygnidae.